# NGC 1107
NGC 1107 é uma galáxia lenticular (S0) localizada na direcção da constelação de Cetus. Possui uma declinação de +08° 05' 36" e uma ascensão recta de 2 horas, 49 minutos e 19,5 segundos.
A galáxia NGC 1107 foi descoberta em 2 de Setembro de 1864 por Albert Marth.